# Karl Ewald

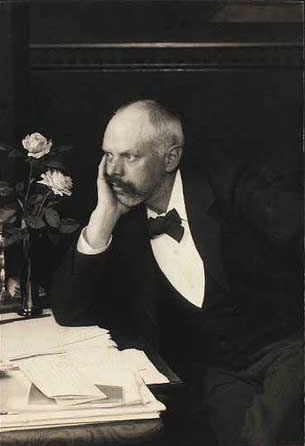
Karl Ewald, fotografiert von Frederik Riise

Karl Ewald (dänisch Carl Ewald; * 15. Oktober 1856 auf Bredelykke bei Gram, Herzogtum Schleswig; † 23. Februar 1908 in Charlottenburg bei Kopenhagen) war ein dänischer Schriftsteller.

## Leben
Der Sohn des Landvermessers und späteren Professors und Romanschriftstellers H.F. Ewald besuchte das Gymnasium in Frederiksborg. Nach dem Studium der Philosophie und Naturkunde in Kopenhagen arbeitete er ein Jahr lang als Hauslehrer. Anschließend studierte er Forstwissenschaft an der Landwirtschaftlichen Hochschule in Kopenhagen, musste die Ausbildung jedoch wegen einer langwierigen Krankheit abbrechen. Er lehrte an verschiedenen Schulen in Kopenhagen und verfasste gleichzeitig Texte, in denen er sich bemühte, wissenschaftliche Tatsachen und Erkenntnisse einfach und humorvoll zu erklären. Im Jahr 1882 erschien das erste Heft seiner naturkundlichen Märchen, die ihn rasch bekannt machten und es ihm ermöglichten, ab 1883 frei literarisch tätig zu sein. Mit Betty Ponsaing hatte er einen Sohn, Jesper Ewald (1893–1969) und aus einer außerehelichen Beziehung mit Agnes Henningsen den Sohn Poul Henningsen (1894–1967).

## Werk
Die naturkundlichen Märchen, die bald auf fünf Bände anwuchsen, begründeten seine literarische Bekanntheit. Weitere Geschichten von Pflanzen, Tieren und astronomischen Gegebenheiten folgten. Er entwickelte sich zu einem vielseitigen Schriftsteller und schrieb auch Novellen, historische und zeitgenössische Romane, Lustspiele und satirische Skizzen. 1905 übertrug er die Märchen der Brüder Grimm ins Dänische. Seine Schriften wurden in viele Sprachen übersetzt und erlebten eine große Anzahl von Auflagen. In Deutschland wurden vor allem die Märchen und die Erzählung Das Zweibein so bekannt, dass man Karl Ewald vielfach für einen deutschen Dichter gehalten hat.
Werke in alphabetischer Reihenfolge:
- Ausgewählte Geschichten.
- Ausgewählte Märchen, Band 1 bis 5.
- Bilder aus dem Tier- und Pflanzenleben.
- Das Sternenkind und andere Geschichten.
- Das Versteck im Walde und andere Tiergeschichten.
- Der Regenwurm und der Storch.
- Der Zweifüßler. Das Märchen vom Menschen.
- Die Fürsten des Jahres und andere Geschichten aus der Natur.
- Die Korallen.
- Die Nacht.
- Die schönsten Geschichten.
- Eine Jahrmarktserinnerung und andere Erzählungen.
- Mein großes Mädel.
- Mein kleiner Junge.
- Meister Adebar und andere Geschichten.
- Meister Reineke und andere Geschichten.
- Meister Schlaukopf und andere Geschichten aus der Natur.
- Mutter Natur erzählt.
- Nachtgetier.
- Naturgeschichtliche Märchen.
- Streiflichter. Ein Skizzenbuch.
- Tante Eidergans und andere Geschichten aus der Natur.
- Tiere unter sich.
- Vier feine Freunde und andere Geschichten. Naturwissenschaftliche Märchen.
- Was der Storch in Afrika erlebte.